# Gelis tantillus
Gelis tantillus là một loài tò vò trong họ Ichneumonidae.